# Nombre de Damköhler
El nombre de Damköhler {\displaystyle (Da)} és un nombre adimensional utilitzat en la cinètica química per definir les condicions operatives d'una reacció. Hi ha diverses variants d'aquest nombre en funció del sistema estudiat. El seu nom es deu al químic alemany Gerhard Damköhler.
El nombre de Karlovitz {\displaystyle (Ka)} està relacionat amb el nombre de Damköhler per {\displaystyle Da=\left({\frac {1}{Ka}}\right)}.
En la seva forma més usada, el nombre de Damköhler relaciona la escala de temps de la reacció amb l'escala de temps de convecció, el cabal volumètric, a través del reactor per a processos químics continus (reactor químic PFR o reactor químic CSTR) o per a processos químics semibatch:
{\displaystyle \mathrm {Da} ={\frac {\text{velocitat de reacció}}{\text{velocitat de transport de massa convectiva}}}}
En els sistemes de reacció que inclouen el transport de massa d'interfase, el segon nombre de Damköhler {\displaystyle (Da_{II})} es defineix com la relació entre la velocitat de la reacció química i la taxa de transferència de massa:
{\displaystyle \mathrm {Da} _{\mathrm {II} }={\frac {\text{velocitat de reacció}}{\text{velocitat de transferència de massa difosa}}}}
També es defineix com la proporció entre l'escala temporal dels fluids i l'escala temporal de les característiques químiques :
{\displaystyle \mathrm {Da} ={\frac {\text{escala temporal del fluid}}{\text{escala temporal química}}}}
Els valors de {\displaystyle Da} proporciona una estimació ràpida del grau de conversió que es pot aconseguir. Com a regla general, quan {\displaystyle Da<0,1} s'aconsegueix una conversió inferior al 10%, i quan {\displaystyle Da>10} es preveu una conversió de més del 90%. El límit {\displaystyle \mathrm {Da} \rightarrow \infty } s'anomena límit de Burke-Schumann.

## DaI
El primer nombre de Damköhler {\displaystyle (Da_{I})} representa la relació entre la velocitat de reacció que consumeix el reactiu {\displaystyle A} i el flux del reactiu {\displaystyle A}.
Es defineix de la manera següent:
{\displaystyle Da_{I}={\frac {k\,C_{A}^{n}\,V}{F_{A}}}={\frac {k\,C_{A}^{n}\,V}{C_{A}{\dot {V}}}}=\tau \,k\,{C_{a}}^{n-1}}
on :
- {\displaystyle k} = constant de reacció.
- {\displaystyle C_{A}} = concentració del reactiu {\displaystyle A}.
- {\displaystyle n} = ordre de la reacció.
- {\displaystyle V} = volum.
- {\displaystyle F_{a}} = flux del reactiu {\displaystyle A}.
- {\displaystyle \tau } = temps de pas.

Aquest nombre és molt útil per estimar la conversió de reactors continus. Les equacions cinètiques es poden escriure per obtenir la següent equació:
{\displaystyle X={\frac {Da_{I}}{1+Da_{I}}}\qquad {\text{reacció de 1r ordre}}}
{\displaystyle X={\frac {1+2Da_{I}-{\sqrt {1+4Da_{I}}}}{2Da_{I}}}\qquad {\text{reacció de 2n ordre}}}
Per a una bona conversió, el nombre de Damköhler ha de ser gran. Com a valor indicatiu:
- quan {\displaystyle Da_{I}<0,1}, llavors {\displaystyle X<0,1},
- si {\displaystyle Da_{I}>10}, llavors {\displaystyle X>0,9}.

En el cas d'un reactor Batch, el temps de pas és substituït pel temps de reacció.

## DaII
El segon nombre de Damköhler {\displaystyle (Da_{II})} s'utilitza en catàlisi heterogènia. La reacció té lloc al catalitzador, normalment un sòlid, i els reactius han de passar del dissolvent a la superfície del catalitzador. Aquesta transferència de massa està limitada per la difusió del reactiu a través de la capa límit de difusió que es troba a la superfície del catalitzador. Per tant, el nombre de Damköhler es converteix en la relació entre la velocitat de la reacció i el flux dels reactius a través de la capa de difusió.
Es defineix de la manera següent:
{\displaystyle Da_{II}={\frac {k\,{C_{A}}^{n-1}{L_{C}}^{2}}{D}}}
on :
- {\displaystyle k} = constant de reacció.
- {\displaystyle C_{A}} = concentració del reactiu {\displaystyle A}.
- {\displaystyle n} = ordre de reacció.
- {\displaystyle L_{c}} = longitud característica.
- {\displaystyle D}= coeficient de difusió.

## DaIII
El tercer nombre de Damköhler {\displaystyle (Da_{III})} és similar al primer nombre de Damköhler {\displaystyle (Da_{I})}, però s'aplica en la transferència de calor. Aquest és la relació entre el flux de calor emès per la reacció i el flux de calor evacuat mitjançant un flux convectiu.
Es defineix de la manera següent:
{\displaystyle Da_{III}={\frac {k\,{C_{A}}^{n}-\Delta _{r}\,H\,L_{c}}{\rho \,C_{p}\,T_{0}\,v}}}
on :
- {\displaystyle k} = constant de reacció.
- {\displaystyle C_{A}} = concentració del reactiu {\displaystyle A}.
- {\displaystyle n} = ordre de reacció.
- {\displaystyle L_{c}} = longitud característica.
- {\displaystyle -\Delta _{r}H} = entalpia de reacció.
- {\displaystyle \rho } = massa volúmica.
- {\displaystyle C_{p}} = capacitat tèrmica.
- {\displaystyle T_{0}} = temperatura.
- {\displaystyle v} = velocitat del fluid.

## DaIV
El quart nombre de Damköhler {\displaystyle (Da_{IV})} és la contrapartida del segon nombre de Damköhler {\displaystyle (Da_{II})} en transferència tèrmica. Aquesta és la relació entre el flux de calor alliberat per la reacció i el flux de calor evacuat per conducció.
Es defineix de la manera següent:
{\displaystyle Da_{IV}={\frac {k\,{C_{A}}^{n}-\Delta _{r}\,H\,{L_{c}}^{2}}{\lambda \,T_{0}}}=Da_{III}\,Pe}
on :
- {\displaystyle k} = constant de reacció.
- {\displaystyle C_{A}} = concentració del reactiu {\displaystyle A}.
- {\displaystyle n} = ordre de reacció.
- {\displaystyle L_{c}} = londitud característica.
- {\displaystyle -\Delta _{r}H} = entalpia de reacció.
- {\displaystyle T_{0}} = temperatura.
- {\displaystyle \lambda }= conductivitat.
- {\displaystyle P_{e}} = nombre de Péclet.

## Dat
El nombre de Damköhler turbulent {\displaystyle (Da_{t})} s'utilitza per caracteritzar la turbulència i la forma de les flames en els fenòmens de combustió.
Es defineix de la manera següent:
{\displaystyle Da_{t}={\frac {\tau _{0}}{\tau _{L}}}={\frac {L_{0}\,v_{L}}{v'\,\delta _{L}}}}
on :
- {\displaystyle \tau _{0}} = temps de fluctuació.
- {\displaystyle \tau _{L}} = temps químic.
- {\displaystyle \delta _{L}} = gruix de flama en flux laminar.
- {\displaystyle v_{L}} = velocitat de propagació del front de la flama.
- {\displaystyle L_{0}} = longitud característica dels remolins.
- {\displaystyle v} = velocitat de fluctuació.

La velocitat de propagació del front de la flama es defineix de la manera següent:
{\displaystyle v_{L}=\left({\frac {\alpha }{\tau }}\right)^{0{,}5}}
on
- {\displaystyle \alpha } = difusivitat tèrmica.
- {\displaystyle \tau } = temps de reacció; {\displaystyle \tau ={\frac {1}{k}}=\left(k_{\mathcal {1}}\mathrm {e} ^{\frac {-E_{a}}{RT}}\right)^{-1}}

La velocitat de fluctuació està definida per :
{\displaystyle v'=\left({\frac {2K_{0}}{\rho }}\right)^{0{,}5}}
on :
- {\displaystyle \rho } = massa volúmica.
- {\displaystyle K_{0}} = energia cinètica turbulenta.

Quan {\displaystyle Da_{t}<1}, el temps per a un canvi en la composició química del front de la flama és més gran que el temps per a un canvi en el moviment del fluid. Això resulta en una zona intermèdia entre la flama i la zona exterior on es barregen els productes i els reactius de la combustió, de manera que el front de la flama ja no es pot distingir.

## Aplicacions
Un ús típic del nombre de Damköhler és l'estudi d'una reacció química dins d'un reactor. En indicar amb {\displaystyle A} el reactiu limitant (i per tant, el reactiu per al qual segueix l'evolució química), escrivim el nombre de Damköhler com:
{\displaystyle Da=-{\frac {r_{A_{0}}\cdot V}{N_{A_{0}}}}}
amb, assumint l'estat estacionari, {\displaystyle r_{A_{0}}} (velocitat màxima de reacció; per tant, si, per exemple, s'estudia un reactor químic CSTR, la velocitat màxima de reacció és la relativa a la concentració d'entrada), {\displaystyle V} (volum del reactor), i {\displaystyle N_{A_{0}}} (nombre de mols inicials al reactor). Assumint que operem en un CSTR una reacció del primer ordre (amb {\displaystyle k} constant cinètica), tenim:
{\displaystyle r_{A_{0}}=kC_{A_{0}}}
{\displaystyle Da=-{\frac {r_{A_{0}}\cdot V}{N_{A_{0}}}}={\frac {k\cdot C_{A_{0}}\cdot V}{Q\cdot C_{A_{0}}}}=k{\frac {V}{Q}}=k\cdot t}
amb {\displaystyle Q} (cabal del flux del reactiu) i {\displaystyle C_{A_{0}}} (concentració d'entrada del reactiu). Per tant, Da proporciona una estimació ràpida del funcionament del reactor estudiat.
En el cas del transport d'interfase {\displaystyle Da=kc{\frac {l}{v}}_{max}}, amb {\displaystyle c} (concentració de reactius al volum del fang), de manera que és la relació entre el percentatge de transport i la velocitat de reacció, però la interfase, l'anàleg de la interfase és el mòdul de Thiele.
El nombre de Damköhler també s'utilitza per caracteritzar la influència que el moviment turbulent, present al cilindre d'un motor de combustió interna amb encès controlat, exerceix sobre les reaccions químiques presents al front de flama que es desenvolupen durant la combustió de la barreja aire / gasolina. Es troba en la forma:
{\displaystyle Da={\frac {L_{I}\cdot w_{cl}}{s_{fl}\cdot u'}}}
on:
- {\displaystyle L_{I}} = escala de longitud integral (longituds comparables amb les dimensions dels òrgans característics presents a la cambra de combustió, per exemple les vàlvules per alimentar i expulsar).
- {\displaystyle w_{cl}} = velocitat laminar del front de combustió.
- {\displaystyle s_{fl}} = gruix frontal de flama laminar.
- {\displaystyle u'} = intensitat absoluta de la turbulència.

## Derivació per descomposició a espècies senzilles
De l'equilibri molar general d'algunes espècies {\displaystyle A}, on per a un reactor químic CSTR es suposa un estat estable i una barreja perfecta,
{\displaystyle {\text{[entrada]}}-{\text{[sortida]}}+{\text{[generació]}}={\text{[acumulació]}}}
{\displaystyle F_{A0}-F_{A}+r_{A}V=0}
{\displaystyle F_{A}-F_{A0}=r_{A}V}
Assumint un flux volumètric constant {\displaystyle v_{0}}, que és el cas d'un reactor líquid o d'una reacció en fase gasosa sense generació neta de mols,
{\displaystyle (C_{A}-C_{A0})v_{0}=r_{A}V}
{\displaystyle (C_{A}-C_{A0})=r_{A}{\frac {V}{v_{0}}}}
{\displaystyle (C_{A}-C_{A0})=r_{A}\tau }
on es defineix el temps de pas com la relació entre el volum del reactor i el flux volumètric. És el temps necessari per passar un líquid a través del reactor. Per a una reacció de descomposició, la taxa de reacció és proporcional a alguna potència de la concentració d'{\displaystyle A}. A més, per a una única reacció es pot definir una conversió en termes del reactiu limitant, per a la simple descomposició que és l'espècie {\displaystyle A}.
{\displaystyle (C_{A}-C_{A0})=-kC_{A}^{n}\tau }
{\displaystyle ((1-X)C_{A0}-C_{A0})=-kC_{A0}^{n}\tau (1-X)^{n}}
{\displaystyle X=kC_{A0}^{n-1}\tau (1-X)^{n}}
{\displaystyle 0={\frac {(1-X)^{n}}{X}}-{\frac {1}{\rm {Da_{n}}}}}
Com es pot veure, a mesura que augmenta el nombre de Damköhler, l'altre terme ha de disminuir. Es pot resoldre el polinomi que se segueix i es troba la conversió de la regla de Damköhler. Alternativament, es pot representar gràficament les expressions i veure on es creuen amb la línia donada pel nombre de Damköhler invers per veure la solució per a la conversió. A la gràfica següent, l'eix Y és el nombre de Damköhler invers i l'eix X la conversió. Com a regla general, els nombres Damköhler s'han de col·locar com a línies horitzontals discontínues.

Gràfiques de Damköhler